# Cestrus calidus
Cestrus calidus är en stekelart som först beskrevs av Cresson 1868.  Cestrus calidus ingår i släktet Cestrus och familjen brokparasitsteklar. Inga underarter finns listade i Catalogue of Life.